# Lanțuri (film din 1949)

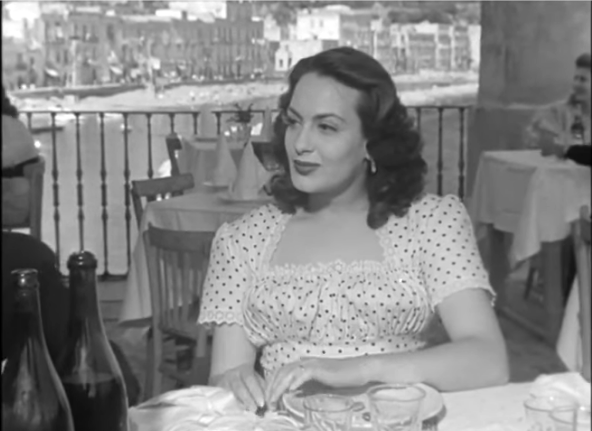
Yvonne Sanson într-o scenă din film

Lanțuri (titlul original: în italiană Catene) este un film dramatic italian, realizat în 1949 de regizorul Raffaello Matarazzo, protagoniști fiind actorii Amedeo Nazzari, Yvonne Sanson, Aldo Nicodemi și Teresa Franchini.

## Rezumat
Napoli. Guglielmo și Rosa au doi copii: Tonino care își ajută tatăl în atelierul mecanic și micuța Angela. Într-o zi sosește o mașină avariată pentru a schimba bobina. În aceeași noapte, cine a adus-o vrea să o recupereze. Este un vehicul furat pe care Emilio, dependent de traficul ilicit, are nevoie de ea. Cu această ocazie o revede pe Rosa, care i-a fost odată iubita și pe care a părăsit-o pentru a face avere în străinătate. Acum, dominat de dorința de posesie, vrea să o recucerească, evocând pasiunea trecutului. Rosa rezistă în toate privințele, dar acceptă o întâlnire de a clarifica lucrurile în hotelul în care este el cazat. Dar acolo este surprinsă de soțul ei...

## Distribuție
- Amedeo Nazzari – Guglielmo Aniello
- Yvonne Sanson – Rosa Carrisi
- Aldo Nicodemi – Emilio
- Teresa Franchini – Amalia Aniello
- Gianfranco Magalotti – Tonino Aniello
- Rosalia Randazzo – Angelina Aniello
- Aldo Silvani – avocatul apărării
- Nino Marchesini – avocatul acuzării
- Roberto Murolo – un emigrant
- Amalia Pellegrini – complicele lui Emilio

## Premii
- 1950 Premiile Oscar
  - Candidatură pentru premiul Cel mai bun film străin lui Raffaello Matarazzo (Italia)[3]